# بوآی شنی خوزستان
 بوای شنی خوزستان(نام علمی: Eryx jayakari) نام یک گونه از تیره اژدرماران است.